# ČSD M 234.001
Der M 234.001 war ein vierachsiger Dieseltriebwagen der Tschechoslowakischen Staatsbahnen (ČSD).

## Geschichte
Škoda in Plzeň hatte Ende der 1920er Jahre mit dem Bau von Triebwagen begonnen, als die ČSD für den Betrieb ihrer Nebenstrecken moderne, leichte und schnelle Fahrzeuge für den Nahverkehr benötigten. Im Gegensatz zum Konkurrenten Tatra in Kopřivnice fertigte Škoda Fahrzeuge mit elektrischer Kraftübertragung, welche bei den ČSD als M 230.1 und M 222.0 eingeordnet wurden.
Anfang der 1930er Jahre entwickelte Škoda einen vierachsigen Triebwagen, der mit seiner Höchstgeschwindigkeit von 80 km/h für den Einsatz auf Hauptbahnen vorgesehen war. Die ČSD ordneten das Fahrzeug als M 234.001 in ihren Bestand ein. Der Einzelgänger kam dann auf der Strecke der Lokalbahn Friedland–Bila (Místní dráha Frýdlant nad Ostravicí–Bílá; FBD) zum Einsatz. Ab 1934 war der Triebwagen in Ostrava beheimatet.
Eine Serienfertigung der Triebwagen erfolgte nicht mehr. Ab 1934 beschafften die ČSD mit der Baureihe M 274.0 modernere Fahrzeuge ähnlicher Konzeption.
Während des Zweiten Weltkrieges war das Fahrzeug im Bestand der Protektoratsbahnen Böhmen und Mähren (BMB-ČMD). Nach 1945 gehörte der M 234.001 dann zum Depot Praha Masarykovo nádraží. Am 30. November 1949 wurde der Einzelgänger in Pečky ausgemustert.
In den 1950er Jahren wurde das Fahrzeug zu einem antriebslosen Messwagen für das Verkehrsforschungsinstitut VÚKV umgebaut. Ab 1973 war der Wagen beim Eisenbahnversuchsring Velim stationiert, wo er 1985 ausgesondert wurde. Heute gehört das mittlerweile stark beschädigte Fahrzeug zum Bestand des Eisenbahnmuseums Zlonice.